# Cerro Caritupe
El Cerro Caritupe y su ladera Este, el Cerro La Bonita (1.194 m s. n. m.) y el Cerro Jacinto (1166 m s. n. m.), forman parte de una formación de montaña ubicada en el estado Falcón, en el occidente de Venezuela. A una altitud de 1.213 m s. n. m. el Cerro Caritupe y sus picos están entre las montañas más altas en Falcón. El Cerro Caritupe es continuación Este de la Fila Filipinas, al suroeste de la Serranía de San Luis.